# Azorín

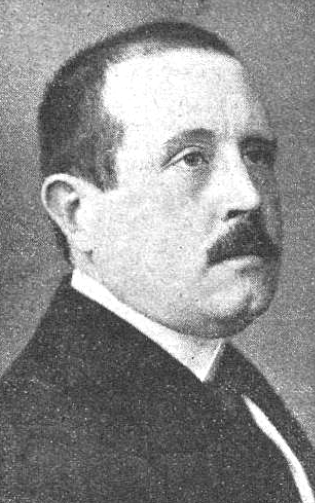
Azorín

Azorín, pseudoniem voor José Augusto Trinidad Martínez Ruiz (Monóvar, 8 juni 1873 – Madrid, 2 maart 1967), was een Spaans schrijver. Hij behoorde tot de Generatie van '98.

## Leven en werk
José Martínez Ruiz was de oudste zoon van een conservatieve advocaat. Hij studeerde rechten in Valencia en Alicante. In 1896 vestigde hij zich in Madrid. Reeds tijdens zijn studies deed hij journalistiek werk en schreef hij kritieken voor vooraanstaande kranten en tijdschriften. Hij was geïnteresseerd in het krausisme en het anarchisme. In 1902 publiceerde hij onder het pseudoniem Azorín het eerste deel van zijn autobiografische romantrilogie La Voluntad, later gevolgd door Antonio Azorín (1903) en Las confesiones de un pequeño filósofo (1904). Daarna volgde nog een reeks romans en later ook toneelwerken.
Azoríns werken zijn vooral impressionistische van karakter, vol suggestieve beelden, vaak geschreven als een reeks levendige notities, zonder verbindingsdraad. Een groot deel van zijn reputatie berust op fraaie natuurbeschrijvingen. Veel van zijn thema's hebben een grond in de geschiedenis en zijn romantisch van aard.
Als schrijver wordt Azorín gerekend tot de Generatie van '98 (Generación del 98), een term die hij zelf introduceerde in een serie artikelen uit 1913. De Generatie van '98 was gericht op de Europese culturele wereld en veel van de leden hadden sympathieën voor filosofen als Schopenhauer en Nietzsche, alsook voor het anarchisme. Zelf zou Azorín in zijn politieke denkbeelden aan het begin van de twintigste eeuw echter een ommezwaai maken naar een meer conservatief gedachtegoed en werd hij politiek actief voor de Republikeinen. Hij werd in 1907 gekozen in de Cortes Generales maar in 1919, onder het regime van Miguel Primo de Rivera, legde hij al zijn politieke functies neer. Tijdens de Spaanse Burgeroorlog vluchtte hij naar Frankrijk, om in 1939 weer terug te keren naar Spanje. Op latere leeftijd zou hij als schrijver aanzienlijk minder productief zijn en schreef hij vooral nog korter werk, met het fundamentele thema van de tijd (en zijn pendant de dood) als belangrijkste thema.
In politiek opzicht zou Azorín zich onder het Franco-regime nooit meer uitspreken. Hij overleed in 1973, 91 jaar oud. Te zijner ere werd in 1994 de literatuurprijs Premio Azorín ingesteld.

## Bibliografie (selectie)

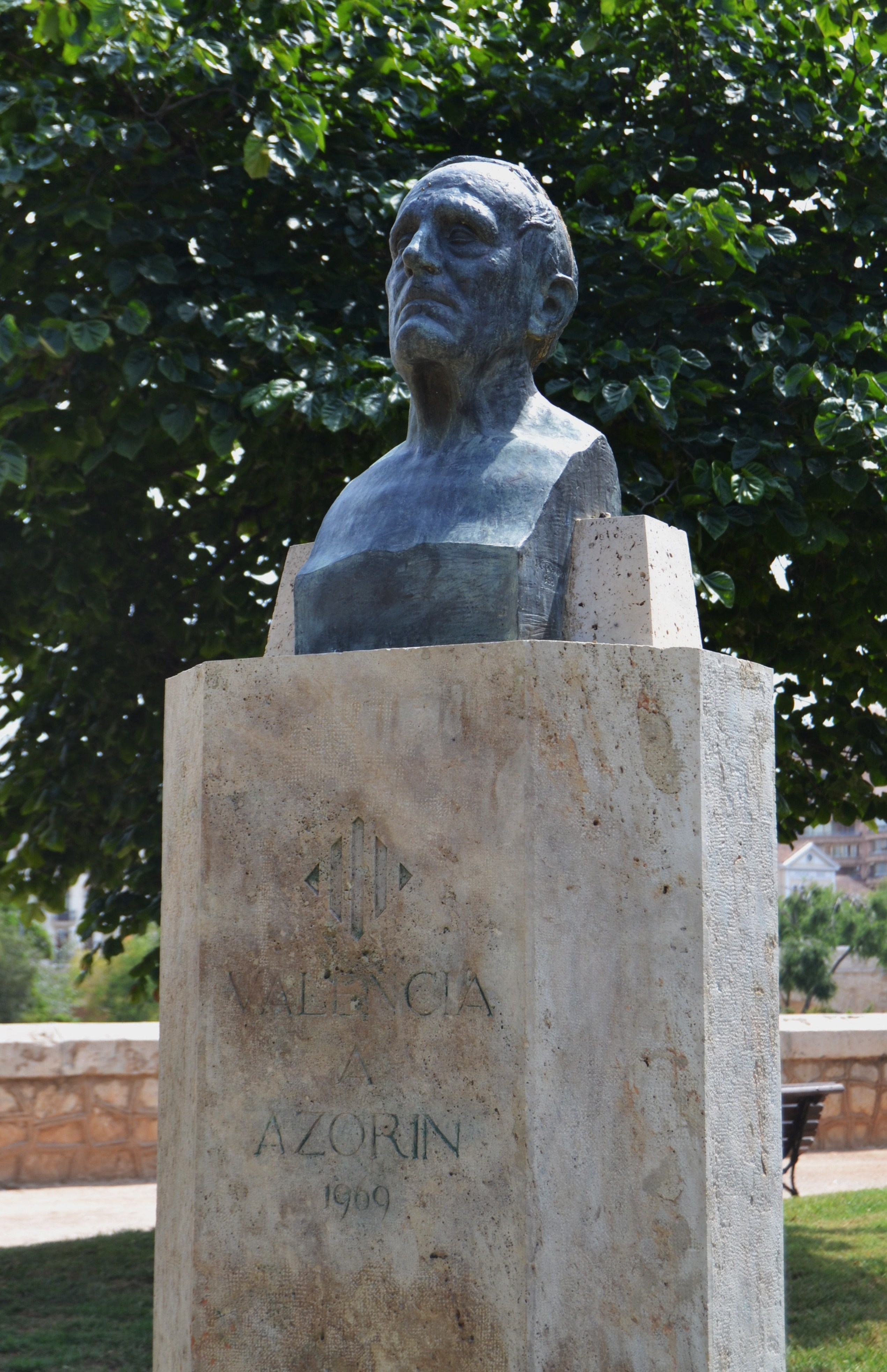
Standbeeld van Azorín in Valencia.